# Musée du Présidial de Saintes
Le musée du Présidial est l'un des principaux musées de la ville de Saintes, dans le département de la Charente-Maritime, en France. Il est fermé au public depuis 2009 mais abrite les réserves des beaux-arts des musées municipaux saintais.
Il est aménagé depuis 1967 dans l'hôtel du Présidial, un hôtel particulier datant du XVIIe siècle situé dans le centre historique de la ville.

## L'hôtel du Présidial

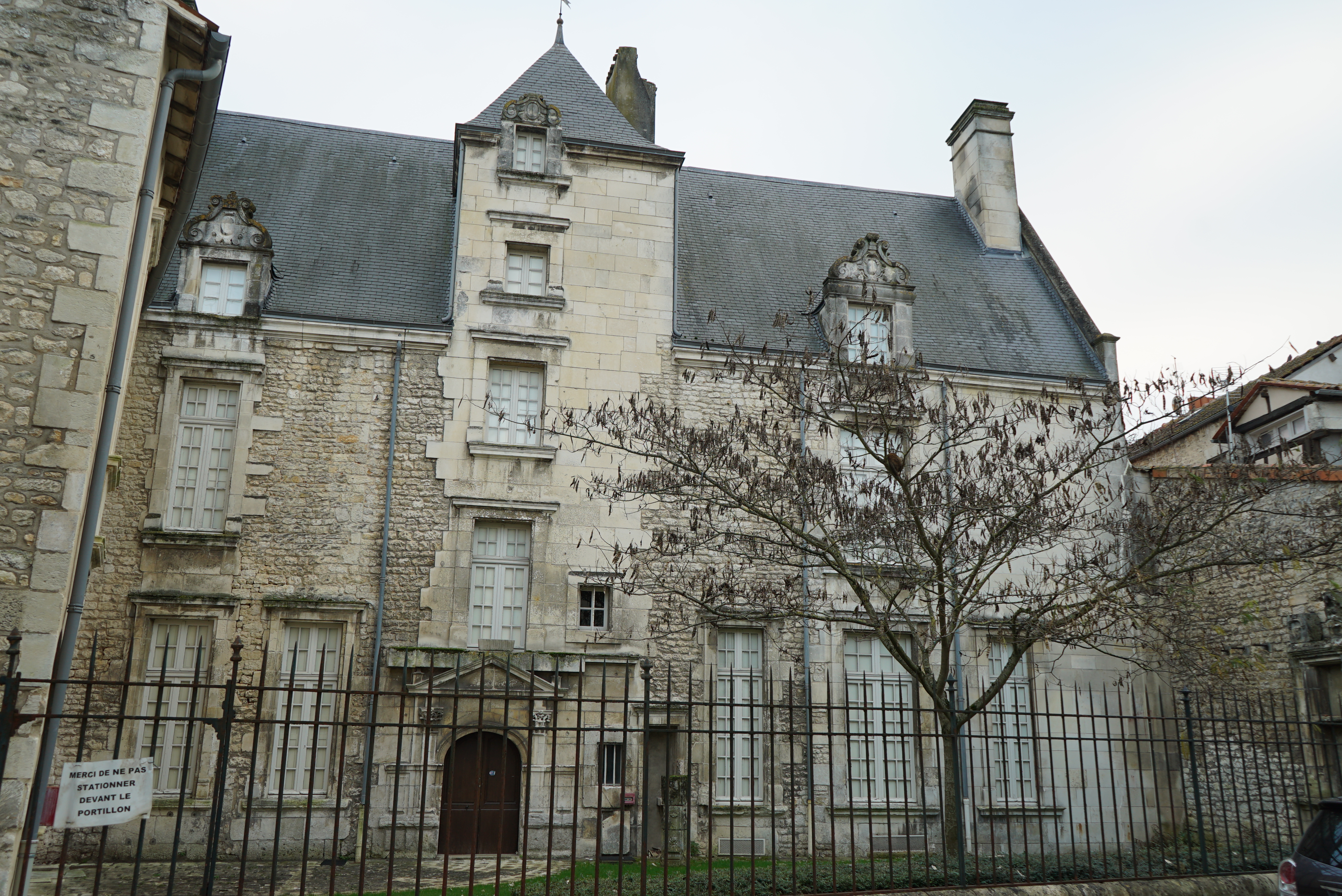
Façade sur cour rue Lemoine.

Le bâtiment abritant le musée est édifié vers 1605, dans le premier quart du XVIIe siècle. Il doit son nom du fait qu'il était la propriété du président du Présidial, un tribunal dont le siège se trouvait à proximité de l'échevinage. Le corps de bâtiment se distingue par des éléments architecturaux de la Renaissance tardive.
Le bâtiment est classé monument historique le 7 juin 1919.

## Historique
Un premier musée des Beaux-Arts est créé à Saintes en 1864, à la suite d'un legs du comte Louis Lemercier.
Les collections sont transférées dans l'hôtel du Présidial en 1967, où elles sont aujourd'hui conservées. Elles comprennent des pièces de céramique du XIVe au XIXe siècle et une collection de tableaux issus des écoles françaises, hollandaises, italiennes ou flamandes du XVIIe et du XVIIIe siècle.

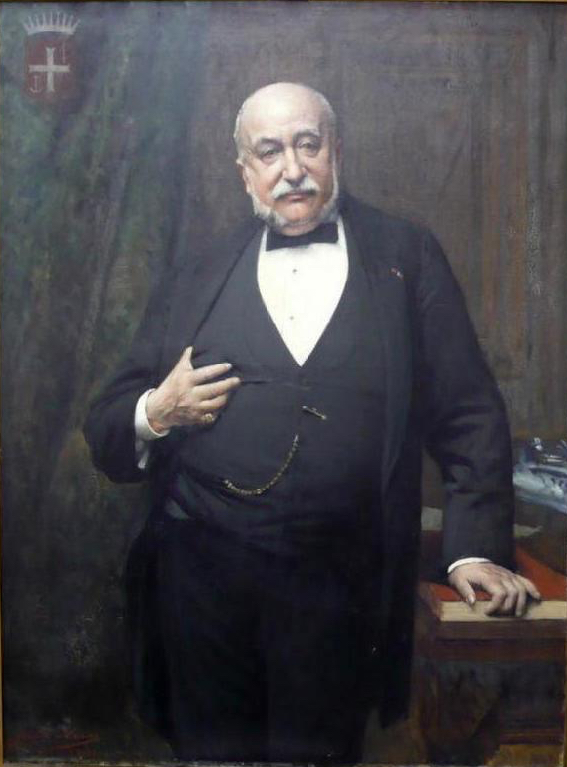
Jules-Charles Aviat, Anatole Lemercier, musée du Présidial.

## Collections
Parmi les artistes exposés figurent principalement Charles de la Traverse, Étienne Allegrain et Gaspard Rigaud de l'école française, ou encore Floris van Schooten, Gillis Congnet et Jan Brueghel de Velours des écoles flamandes et hollandaises.
L'une des œuvres majeures du musée est le tableau de Brueghel de Velours intitulé Allégorie de la Terre (vers 1615).
Parmi les autres œuvres, on remarque une Allégorie de la Paix d'Amiens de Pierre Lacour, Les Pandours de Jan van Huchtenburg, une Nature morte de Floris van Schooten, Mars et Vénus de  Gillis Congnet ou encore le Sacrifice d'Abraham », peinture de l'école espagnole du XVIIe siècle.